# سووبودنی ترود (استان آمور)
سووبودنی ترود (به لاتین: Svobodny Trud) یک منطقهٔ مسکونی در روسیه است که در استان آمور واقع شده‌است.